# Честер (Нью-Гемпшир)
Честер (англ. Chester) — місто (англ. town) в США, в окрузі Рокінґгем штату Нью-Гемпшир. Населення — 5232 особи (2020).

## Демографія
Згідно з переписом 2010 року, у місті мешкало 4768 осіб у 1534 домогосподарствах у складі 1286 родин. Було 1596 помешкань
Расовий склад населення:
| - 97,1 % — білих - 0,8 % — азіатів - 0,4 % — чорних або афроамериканців - 0,1 % — корінних американців |

До двох чи більше рас належало 1,2 %. Частка іспаномовних становила 1,6 % від усіх жителів.
За віковим діапазоном населення розподілялося таким чином: 27,1 % — особи молодші 18 років, 65,3 % — особи у віці 18—64 років, 7,6 % — особи у віці 65 років та старші. Медіана віку мешканця становила 40,6 року. На 100 осіб жіночої статі у місті припадало 100,8 чоловіків;  на 100 жінок у віці від 18 років та старших — 100,9 чоловіків також старших 18 років.
Середній дохід на одне домашнє господарство  становив 140 664 долари США (медіана — 122 083), а середній дохід на одну сім'ю — 151 133 долари (медіана — 125 781). Медіана доходів становила 99 242 долари для чоловіків та 60 758 доларів для жінок. За межею бідності перебувало 3,1 % осіб, у тому числі 1,2 % дітей у віці до 18 років та 1,9 % осіб у віці 65 років та старших.
Цивільне працевлаштоване населення становило 2845 осіб. Основні галузі зайнятості: освіта, охорона здоров'я та соціальна допомога — 23,5 %, виробництво — 11,8 %, роздрібна торгівля — 11,4 %.